# Dammeron Valley
Dammeron Valley è un census-designated place (CDP) degli Stati Uniti d'America, situato nello Stato dello Utah, nella contea di Washington. Secondo il censimento del 2020 gli abitanti di Dammeron Valley ammontavano a 871.